# Mugillae
Mugilla o Mugillae (Μογιλλα o Μοεγιλλα in greco antico) era un'antichissima città latina del Lazio.

## Storia
A Mugillae risiedeva un ramo della nobile gens Papiria, che prese appunto nome di Mugillana.
Nel 443 a.C. Tito Livio narra che vennero creati consoli Lucio Papirio Mugillano e Lucio Sempronio Atratino. Anche Dionigi d'Alicarnasso ne parla, chiamando il Mugillano Λευκιος Παπιριος Μογιλλανος. Sempre Lucio Papirio Mugillano tornò ad essere console nel 450 a.C. e magister militum nel 455 a.C.. Suo figlio, Marco Papirio Mugillano, fu magister militum nel 459 a.C. e nel 461 a.C. e console nel 466 a.C.. Infine, l'ultimo Mugillano menzionato dalla Storia è un altro Lucio Papirio Mugillano, console nel 330 a.C..
Nel 489 a.C. Coriolano, alla guida dell'armata dei Volsci, giunto nell'Agro Romano distrusse la città di Mugillae; da questo episodio, come dice il Nibby, Mugilla (...) svanisce affatto dalle pagine della storia.

## Localizzazione
Probabilmente era collocata nell'Agro Romano alle pendici dei Colli Albani, tra le antiche Tellenae e Apiolae. Gli archeologi propendono ad identificare il sito della città ai margini del territorio di Marino verso Roma, tra la località di Santa Maria delle Mole e la Falcognana.  Recentemente il sito di Mugillae è stato localizzato in Via di Fioranello, sul colle della Giostra, dove delle campagne di scavo eseguite negli anni '70 riportarono alla luce un insediamento fortificato romano di età repubblicana (IV-III secolo a.C.). Il sito era difeso da mura in opera quadrata di tufo (oggi non più conservate) e presentava una viabilità ad assi ortogonali, con isolati (insulae) per abitazioni. Si trattava in particolare di un avamposto militare fortificato, collocato dai Romani presso il confine con il territorio dei Latini e posto in posizione strategica tra la Via Ardeatina e la Via Appia. A seguito della conquista romana del Latium Vetus, la cittadella di Mugillae, avendo perso la propria funzione militare venne abbandonata. Durante gli scavi infatti non venne rinvenuto alcun materiale successivo al III secolo a.C., periodo nel quale viene datato l'abbandono del colle.
Nell'ultima espansione del perimetro del Parco regionale dell'Appia antica (17 ottobre 2006) la Regione Lazio ha escluso la zona di Mugillae e del Divino Amore dall'espansione dell'area, suscitando le vivaci proteste degli ambientalisti e di Legambiente.